# Stanisław Iwański
Stanisław Iwański (ur. 19 października 1919 w Radomiu, zm. 3 marca 2010 tamże) – lekkoatleta, piłkarz „Czarnych” Radom, strzelec, prezes Okręgowego Związku Strzelectwa Sportowego w Radomiu.
Stanisław Iwański był laureatem plebiscytu „Słowa” na najpopularniejszego sportowca w 1955 roku. Zdobył drużynowe mistrzostwo Polski w strzelaniu z pistoletu (z Michałem Sawickim i Lucjanem Wyszyńskim) oraz indywidualnie tytuł wicemistrza Polski. Kilkakrotny reprezentant Polski na mistrzostwach Europy. W 1954 roku otrzymał nominację do reprezentacji Polski na mistrzostwa świata w Kairze. Niestety, ówczesna dyrekcja Zakładów Metalowych w Radomiu nie wyraziła zgody na wyjazd. Ponad czterdzieści lat był trenerem SKS „Walter” i „Łucznik” oraz wychowawcą młodzieży. Jako wieloletni prezes Okręgowego Związku Strzelectwa Sportowego (do 2004) organizował cykliczne zawody strzeleckie dla młodzieży i dorosłych oraz imprezy propagujące strzelectwo sportowe. Był trenerem I klasy w strzelectwie sportowym oraz sędzią klasy państwowej i międzynarodowej. Zasłużony Mistrz Sportu. 